# Attagenus heinigi
Attagenus heinigi es una especie de coleóptero de la familia Dermestidae.

## Distribución geográfica
Habita en Namibia.